# Хардис
„Хардис“ (на английски: Hardee's) е американска верига за бързо хранене, създадена през 1960 г. Ресторантът продава предимно пилешко месо и хамбургери. Уилбър Хард е основателят на веригата.
През април 1997 г. компанията Си Кей И Рестрантс Холдингс плаща 327 милиона долара за „Хардис“. Сливането създава верига от 3828 ресторанта.